# Storbritanniens Grand Prix 1987
Storbritanniens Grand Prix 1987 var det sjunde av 16 lopp ingående i formel 1-VM 1987.

## Resultat
1. Nigel Mansell, Williams-Honda, 9 poäng
2. Nelson Piquet, Williams-Honda, 6
3. Ayrton Senna, Lotus-Honda, 4
4. Satoru Nakajima, Lotus-Honda, 3
5. Derek Warwick, Arrows-Megatron, 2
6. Teo Fabi, Benetton-Ford, 1
7. Thierry Boutsen, Benetton-Ford
8. Jonathan Palmer, Tyrrell-Ford
9. Pascal Fabre, AGS-Ford

### Förare som bröt loppet
- Philippe Streiff, Tyrrell-Ford (varv 57, motor)
- Martin Brundle, Zakspeed (54, för få varv)
- Alain Prost, McLaren-TAG (53, motor)
- Michele Alboreto, Ferrari (52, upphängning)
- Eddie Cheever, Arrows-Megatron (45, motor)
- Adrián Campos, Minardi-Motori Moderni (34, bränslesystem)
- Alex Caffi, Osella-Alfa Romeo (32, motor)
- Christian Danner, Zakspeed (32, växellåda)
- Riccardo Patrese, Brabham-BMW (28, turbo)
- Stefan "Lill-Lövis" Johansson, McLaren-TAG (18, motor)
- Alessandro Nannini, Minardi-Motori Moderni (10, motor)
- Andrea de Cesaris, Brabham-BMW (8, turbo)
- Gerhard Berger, Ferrari (7, olycka)
- Philippe Alliot, Larrousse (Lola-Ford) (7, växellåda)
- Rene Arnoux, Ligier-Megatron (3, elsystem)
- Ivan Capelli, March-Ford (3, olycka)

### Förare som diskvalificerades
- Piercarlo Ghinzani, Ligier-Megatron (varv 0)

## VM-ställning
| Förarmästerskapet 1. Ayrton Senna, Lotus-Honda, 31 2. Nelson Piquet, Williams-Honda, 30 Nigel Mansell, Williams-Honda, 30 3. Alain Prost, McLaren-TAG, 26 | Konstruktörsmästerskapet 1. Williams-Honda, 60 2. McLaren-TAG, 39 3. Lotus-Honda, 37 |